# KTM 950 Adventure

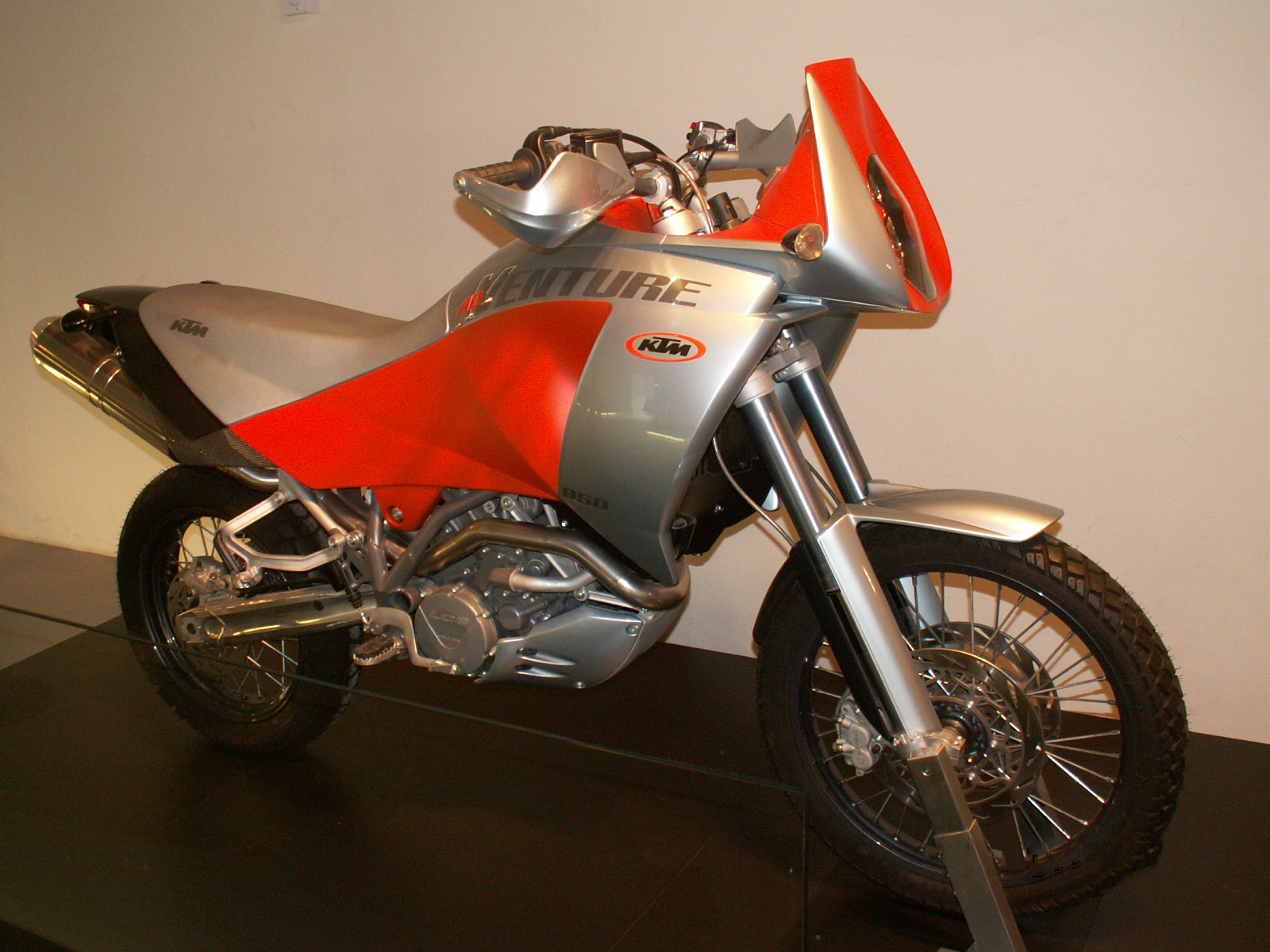
Prototyp

Die KTM 950 Adventure [ədˈventʃəʳ] ist ein Motorrad des österreichischen Fahrzeugherstellers KTM. Die Reiseenduro wurde am 18. September 2002 auf der Intermot in München der Presse vorgestellt, von 2003 bis 2005 in Mattighofen hergestellt und 2006 von der KTM 990 Adventure abgelöst.

## Geschichte
Die Geschichte der KTM 950 Adventure begann im Jahr 1992, als zwei Studenten der Ingenieurwissenschaften ein neu entwickeltes Kurbelgehäuse mit zwei Einzylindermotoren der KTM LC4 kombinierten. Dieser V-Motor wurde in einen Prototyp montiert und auf der IFMA in Köln unter dem Namen „Bepono“ ausgestellt.
Vier Jahre später beauftragte KTM das Stuttgarter Entwicklungsbüro „Kraft Technik“, einen Entwurf für eine Hard-Enduro mit V-Motor auszuarbeiten. Vorzugsweise sollte der von Rotax für Aprilia entwickelte V-Motor RSV900 mit 60 Grad Zylinderwinkel verwendet werden. Der italienische Zweiradhersteller verweigerte jedoch die Weitergabe des Motors an KTM. Der alternativ in Frage kommende 60° V-Motor vom schwedischen Konzern Folan litt aufgrund fehlender Ausgleichswelle unter zu starken Vibrationen.
Nachdem sich KTM Anfang 1998 wirtschaftlich erholt hatte, bekam die Erweiterung der Modellpalette um V-Motoren neue Priorität. Chefentwickler Wolfgang Felber machte Vorstudien zu Zweizylindermotoren und Fahrzeugkonzepten.
Im August 1998 fiel die Entscheidung zugunsten einer Eigenentwicklung eines leichten, kompakten V-Motors mit 75 Grad Zylinderwinkel. Als Projektleiter wurde Claus Holweg vom österreichischen Motorenhersteller Rotax abgeworben. Der neue Antrieb mit dem Namen LC8 war nach zwölf Monaten entwickelt und hatte seinen ersten Standlauftest am 11. August 1999.
Das in Oberösterreich ansässige Designunternehmen KISKA fertigte einen Design-Prototyp an und präsentierte diesen am 13. September 2000 auf der Münchner Intermot. Nach Kritik an der Gestaltung entschied Stefan Pierer, der Geschäftsführer der KTM-Sportmotocycle GmbH, den Entwurf weitgehend zu verwerfen. Entwickler von KTM erstellten daraufhin ein für KTM wegweisendes Design mit einer klaren, kantigen Verkleidung.
Eine nahezu serienreife Version der 950 Adventure wurde dann 2002 auf der Intermot auf dem Gelände der Neuen Messe München präsentiert. Die Serienfertigung der LC8 begann im Februar 2003.
Die KTM 950 Adventure war das erste Motorrad von KTM mit Zweizylindermotor.

## Technik

### Antrieb
Der Antrieb erfolgt durch einen als LC8 bezeichneten, flüssigkeitsgekühlten Zweizylindermotor mit 942 cm³ Hubraum. Der Zylinderbankwinkel zwischen den zwei Zylindern des 58 kg schweren V-Motors beträgt 75°.

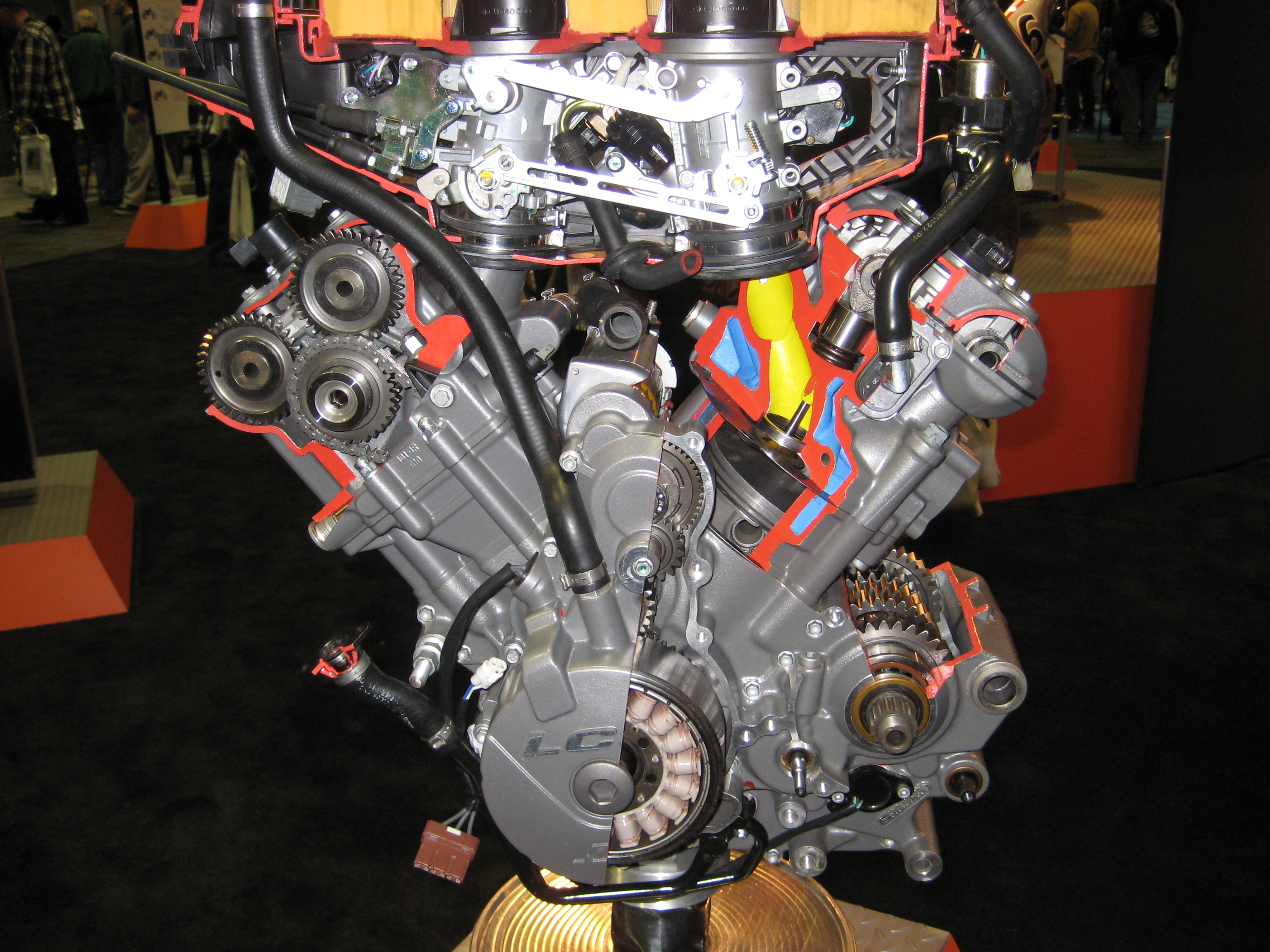
LC8 Motor

Der Viertaktmotor erzeugt eine Nennleistung von 76 kW (103 PS) und ein maximales Drehmoment von 97 Nm. Die zwei Zylinder haben eine Bohrung von 100 mm Durchmesser, die Kolben einen Hub von 60 mm bei einem Verdichtungsverhältnis von 11,5:1. Die zwei Ein- und zwei Auslassventile je Zylinderkopf werden von zwei obenliegenden, kettengetriebenen Nockenwellen angesteuert. Eine Multifunktionswelle dient als Massenausgleich, Zentrifuge zur Gehäuseentlüftung, Wasserpumpen- und Steuerkettenantrieb und trägt das Zwischenrad des Anlassers.
Das Motorrad beschleunigt in 3,2 Sekunden von 0 auf 100 km/h und erreicht eine Höchstgeschwindigkeit von 215 km/h.

### Fahrwerk
Das Fahrwerk baut auf einem selbsttragenden Gitterrahmen aus Stahlrohren mit angeschraubtem Leichtmetall-Heck auf und hat hinten eine Zweiarmschwinge aus Aluminium und vorne eine UpsideDown-Teleskopgabel mit ⌀48 mm Rohrdurchmesser. Die Kraftumwandlung erfolgt durch ein klauengeschaltetes Sechsganggetriebe, die Krafttrennung durch Mehrscheibenkupplung im Ölbad und der Sekundärantrieb über eine O-Ring-Kette. Die Kupplung wird hydraulisch betätigt.
Am Vorderreifen verzögert eine Doppelscheibenbremse von Brembo mit schwimmend gelagerten Bremszangen, hinten eine Scheibenbremse.

### Elektrische Anlage
Die Starterbatterie hat eine Kapazität von 14 Ah und versorgt den elektrischen Anlasser. Die Lichtmaschine erzeugt eine elektrische Leistung von 450 Watt.

### Kraftstoffversorgung
Der zweigeteilte Kraftstofftank hat ein Volumen von 22 Liter, davon sind 4 Liter Reserve. Die Gemischbildung erfolgt durch zwei ⌀ 43 mm Gleichdruckvergaser von Keihin. Der Hersteller empfiehlt die Verwendung von bleifreiem Motorenbenzin mit einer Klopffestigkeit von mindestens 95 Oktan.

### Abgasanlage
Die Abgasnachbehandlung erfolgt durch einen ungeregelten Katalysator mit Sekundärluftsystem und unterschreitet die Grenzwerte der Abgasnorm EURO2. Die zwei Abgaskrümmer münden am Heck je in einen Endschalldämpfer aus Edelstahl.

## Kritiken
„Die Reifendimensionen – 21 Zoll vorn und 18 Zoll hinten – sowie der breite Grenzbereich der Pirelli Scorpion machen jeden Unsinn mit und lassen den Piloten mit der 950 nach Lust und Laune entweder messerscharfe Linien beschreiben oder komplett quer in und um die Kurve rutschen, am liebsten auf verschlungenen Sträßchen hinterletzter Ordnung, von denen sich die Federelemente kein bisschen aus der Ruhe bringen lassen.“

„Eine schlanke Silhouette, ein voll geländetaugliches Fahrwerk sowie ein gegenüber allen anderen Reise-Enduros stark reduziertes Gewicht soll den Fahrern der neuen KTM 950 Adventure größten Fahrspaß auf und abseits des Asphalts bringen. Allerdings ist die 950 so leicht doch nicht geworden: 224 Kilogramm mit vollem 22 Liter-Tank sind nur rund 14 Kilo weniger als im Falle der Suzuki V-Strom, der bisher leichtesten Maschine dieser Kategorie.“

„Die Federung ist sehr gut und mit einem Federweg von 265 mm vorne sowie 260 mm hinten auch mehr als ausreichend dimensioniert. Hier zahlt sich das niedrige Gewicht und der tiefe Schwerpunkt aus und mit 316 mm Bodenfreiheit hat man auch genügend Freiraum zum Unterfahrschutz.“